# Lindenau (Achslach)
Lindenau (bairisch: Lina) ist ein Gemeindeteil der Gemeinde Achslach (Landkreis Regen) im Bayerischen Wald.

## Geographie
Das Dorf Lindenau liegt in einem Hochtal am Fuß des Hirschensteins etwa 1,5 Kilometer südwestlich des Pfarrdorfes Achslach. Der Ort wird vom Goldbach durchflossen.

## Geschichte
In einer Urkunde aus dem Jahre 1300 wird die Siedlung unter dem Namen Lindenawe erstmals urkundlich erwähnt. Zu Beginn des 14. Jahrhunderts wurde Lindenau durch die Herzöge Otto III. und Heinrich XV. von Bayern zur herzoglichen Hofmark erhoben.
Im Jahr 1346 wird ein Konrad Poschinger von Frauenau als Besitzer genannt, der die Hofmark von einem adeligen Amtmann verwalten ließ.
Die Hofmark Lindenau fiel am 5. Dezember 1446 durch Kauf an Herzog Albrecht III. von Bayern und ging somit in den Besitz der Wittelsbacher über. Die Steuern und sonstigen Abgaben mussten nunmehr an das Kastenamt Viechtach entrichtet werden.
Im Zuge der Verwaltungsreformen in Bayern wurde Lindenau mit dem Gemeindeedikt von 1818 ein Teil der Gemeinde Achslach.

## Kapelle

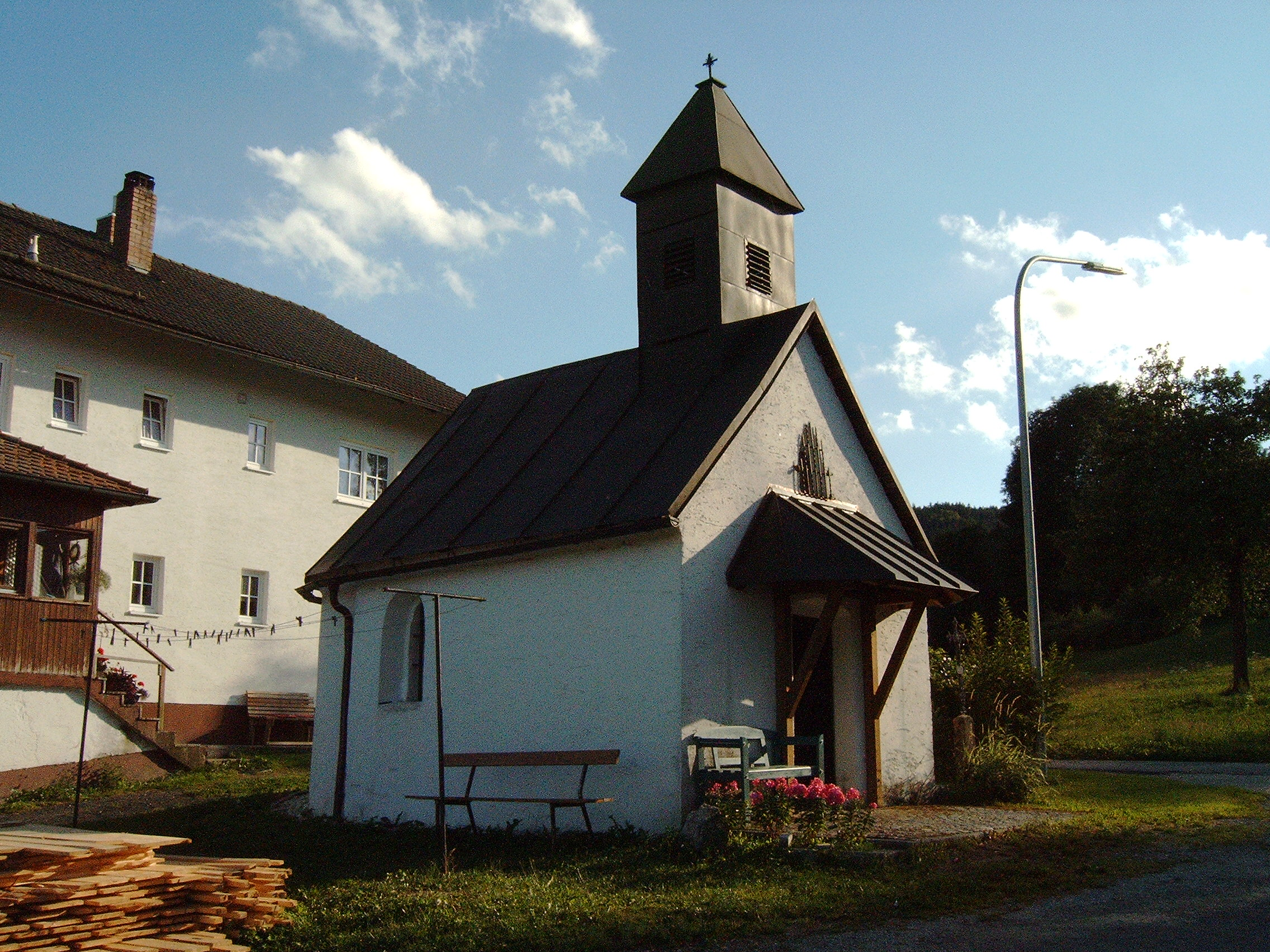
Kapelle Mariä Heimsuchung Lindenau – Außenansicht

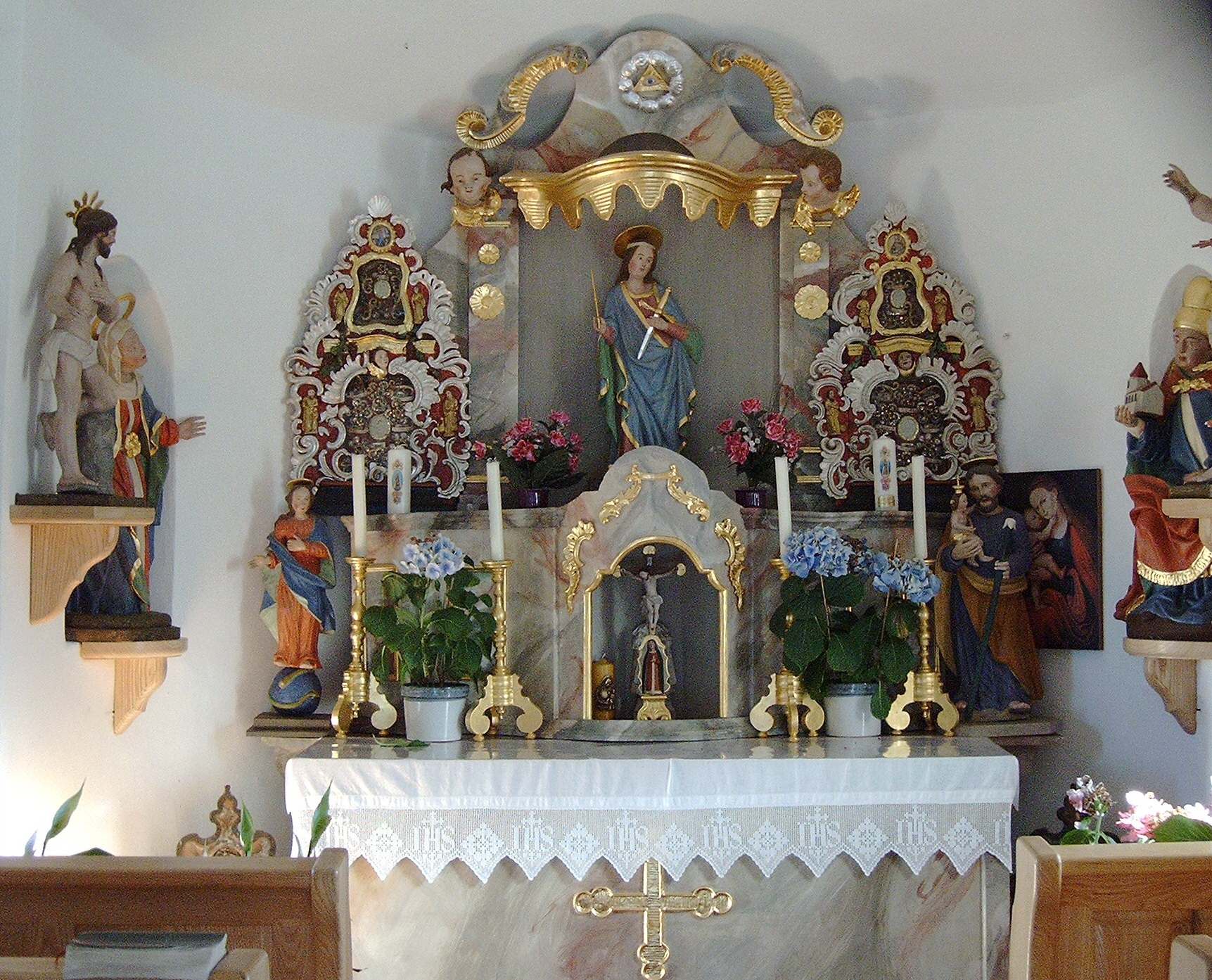
Kapelle Mariä Heimsuchung Lindenau – Innenansicht mit den barocken Reliquienpyramiden

Die Dorfkapelle Mariä Heimsuchung ist ein denkmalgeschütztes Kirchengebäude im Ortskern von Lindenau.

### Geschichte
Nach mündlicher Überlieferung soll die Geschichte der Kapelle bis in den Dreißigjährigen Krieg zurückreichen. Das jetzige Gebäude stammt wohl aus der zweiten Hälfte des 18. Jahrhunderts.
Im Zuge der Säkularisation wurde 1804 das Marienbild und weitere religiöse Gegenstände entwendet und die Kapelle sollte auf Geheiß der  Landesregierung abgerissen werden. Dies konnte aber durch die Dorfgemeinschaft verhindert werden. Die Kapelle bekam ihr Marienbild zurück und erhielt zusätzlich vier barocke Reliquienpyramiden die wahrscheinlich aus dem 1803 aufgelösten Kloster Gotteszell stammen. Diese prachtvollen Reliquienpyramiden können auf das Jahr 1730 datiert werden.
Während die alte Pfarrkirche St. Jakobus in Achslach in den Jahren 1832/1833 abgerissen und neu aufgebaut wurde, diente die Kapelle der Pfarrgemeinde vorübergehend  als Gotteshaus.
1998 wurde Kapelle von der Dorfgemeinschaft aufwändig renoviert.